# Denemarken op het Eurovisiesongfestival 1980
Denemarken werd op het Eurovisiesongfestival 1980 vertegenwoordigd door de groep Bamses Venner, met het lied Tænker altid på dig.

## Finale
De Dansk Melodi Grand Prix, gehouden in de DR-televisiestudio's in Kopenhagen, werd gepresenteerd door Jørgen Mylius. Twaalf artiesten namen deel en de winnaar werd gekozen door een jury.
| Startplaats | Artiest                     | Lied                        | Punten | Plaats |
| ----------- | --------------------------- | --------------------------- | ------ | ------ |
| 1           | Vivian Johansen             | "Jeg er fængslet af dig"    | 39     | 11=    |
| 2           | Tommy P.                    | "Syng en sang om evig fred" | 57     | 8      |
| 3           | The Lollipops               | "Nu er det morgen"          | 61     | 5=     |
| 4           | Susanne Breuning            | "Mozart Jensen"             | 39     | 11=    |
| 5           | Bamses Venner               | "Tænker altid på dig"       | 84     | 1      |
| 6           | Grethe Ingmann              | "Hej, hej, det swinger"     | 69     | 3      |
| 7           | Daimi                       | "Fri mig"                   | 43     | 10     |
| 8           | Birthe Kjær & Henning Vilén | "Du och jeg"                | 77     | 2      |
| 9           | Brødrene Olsen              | "Laila"                     | 61     | 5=     |
| 10          | McKinleys                   | "Robin Hood"                | 47     | 9      |
| 11          | Hans Mosters Vovse          | "Swingtime igen"            | 65     | 4      |
| 12          | Lecia & Lucienne            | "Bye-bye"                   | 59     | 7      |

## In Den Haag
Denemarken moest tijdens het festival als zevende aantreden, na Italië en voor Zweden. Aan het einde van de puntentelling bleek dat Bamses Venner op een 14de plaats waren geëindigd met 25 punten.
België en Nederland gaven geen punten aan deze inzending.

### Gekregen punten

#### Finale
| 12 punten   | 10 punten     | 8 punten | 7 punten  | 6 punten      |
| ----------- | ------------- | -------- | --------- | ------------- |
|             |               |          | - Finland | - Zwitserland |
| 5 punten    | 4 punten      | 3 punten | 2 punten  | 1 punt        |
| - Duitsland | - Griekenland |          | - Marokko | - Noorwegen   |

### Punten gegeven door Denemarken

#### Finale
Punten gegeven in de finale:
| 12 punten | Ierland             |
| 10 punten | Verenigd Koninkrijk |
| 8 punten  | Zwitserland         |
| 7 punten  | Duitsland           |
| 6 punten  | Portugal            |
| 5 punten  | Oostenrijk          |
| 4 punten  | Luxemburg           |
| 3 punten  | Italië              |
| 2 punten  | Griekenland         |
| 1 punt    | Frankrijk           |

1957 · 1958 · 1959 · 1960 · 1961 · 1962 · 1963 · 1964 · 1965 · 1966 · 1967-1977 · 1978 · 1979 · 1980 · 1981 · 1982 · 1983 · 1984 · 1985 · 1986 · 1987 · 1988 · 1989 · 1990 · 1991 · 1992 · 1993 · 1994 · 1995 · 1996 · 1997 · 1998 · 1999 · 2000 · 2001 · 2002 · 2003 · 2004 · 2005 · 2006 · 2007 · 2008 · 2009 · 2010 · 2011 · 2012 · 2013 · 2014 · 2015 · 2016 · 2017 · 2018 · 2019 · 2020 · 2021 · 2022 · 2023 · 2024 · 2025